# L'Invasion des profanateurs de sépultures
Pour les articles homonymes, voir L'Invasion des profanateurs.
Pour plus de détails, voir Fiche technique et Distribution.
L'Invasion des profanateurs de sépultures (Invasion of the Body Snatchers) est un film de science-fiction américain réalisé par Don Siegel et sorti en 1956. Il s'agit de l'adaptation du roman L'Invasion des profanateurs (The Body Snatchers) de Jack Finney, paru en 1955.
Le film suit Miles Bennell, médecin de la petite ville de Santa Mira (en), près de Los Angeles, qui s'aperçoit peu à peu que les habitants de cette petite ville tranquille se transforment en êtres dénués de toute émotion. Peu à peu, il découvre que des extraterrestres s'emparent pendant la nuit du corps de ses concitoyens.

## Synopsis

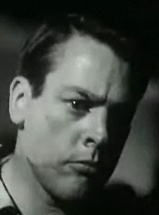
Kevin McCarthy, alias Dr Miles Bennell.

Le personnage central Miles Bennell, médecin, est interné dans un hôpital psychiatrique de San Francisco. Tout le monde le croit fou. L’histoire qu’il va raconter aux médecins est ahurissante. Il vient d’une petite ville confrontée à d’étranges cas de psychose : des patients (adultes et enfants), de plus en plus nombreux, prétendent que des membres de leur famille ou leurs amis ont été dépossédés de leur identité. Une amie de longue date, Becky Driscoll, de retour en ville, vient le consulter pour lui parler des doutes de sa cousine Vilma concernant l'identité véritable de celui qui a l'apparence de son oncle. Elle l’invite à venir le rencontrer dans sa maison de famille. Il s’y rend pour l’observer avec discrétion mais ne remarque rien d’étrange dans son comportement, il a conservé les mêmes habitudes et attitudes.

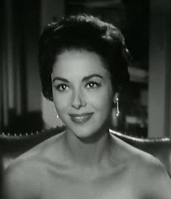
Dana Wynter, alias Becky Driscoll.

Miles est récemment divorcé comme l’est aussi Becky, ils se rapprochent rapidement. Au milieu d’une soirée en tête à tête au restaurant, le médecin est appelé en urgence chez un couple, Jack et Théodora Belicec, complètement démunis face à une découverte fort déconcertante : un corps humain adulte sans vie, aux caractéristiques « inachevées », dans leur propre maison. Une fois sur place, Miles constate que celui-ci ne possède aucune empreinte digitale, les traits de son visage sont vagues, comme s’il venait de sortir d’un moule et qu’il n’avait pas encore servi. Il possède les mêmes mensurations que Jack. Comme ils ne savent pas trop comment réagir et qu’il est tard, ils se quittent en choisissant d’attendre pour voir l’évolution de la situation. Miles ramène donc Becky chez ses parents qui l’hébergent le temps de son séjour. Quelques heures plus tard, Jack et Théodora rappellent Miles en catastrophe : Théodora aurait vu l’être non identifié ouvrir les yeux tandis que son mari s’était assoupi. Miles se rend compte alors qu’il n’aurait jamais dû laisser son amie seule chez ses parents.

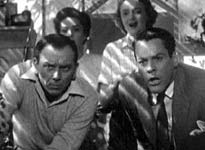
Les personnages incarnés par Carolyn Jones, Kevin McCarthy, King Donovan et Dana Wynter découvrent des cosses en train de donner naissance à des clones.

Entrant par effraction dans la cave de la maison familiale, il découvre, cachée dans un coffre, une réplique de Becky en gestation. Il monte dans sa chambre pour la réveiller mais n’y arrivant pas, il l’emporte alors endormie loin du danger du sous-sol. Il revient avec la police mais le corps a bien sûr disparu, tout comme celui que Jack et Théodora avaient trouvé. L’inspecteur les persuade qu’ils ont été victimes d’une hallucination collective. Et comme ils ne demandent qu’à le croire, et que la plupart des patients de Miles disent le lendemain aller beaucoup mieux, ils essayent d’oublier tout ça en se réunissant quelques jours plus tard autour d’un barbecue. La détente est de courte durée : ils découvrent dans la serre du jardin des cosses en train de donner naissance à des clones destinés à remplacer chacun d’entre eux.
Ils tentent de prévenir les autorités mais la ville est coupée de l’extérieur et la police est noyautée par les envahisseurs. Les deux couples se séparent, Miles et Becky tentent de se réfugier chez Nancy son assistante médicale. En jetant un œil à sa baie vitrée, ils se rendent compte qu’elle a été « contaminée » et que sa maison est un lieu où se tiennent des complots. Leur présence est vite remarquée, ils sont obligés de s’enfuir vers le cabinet de Miles, où il pourra observer de sa fenêtre leur organisation quasi-militaire pour planifier la diffusion des cosses dans les villes alentour et accueillir les pauvres touristes mal inspirés dans leur choix de vacances. 
Ce bureau ne représentera qu’un refuge bien temporaire pour eux, car bientôt la police accompagnée de Jack viendra frapper à leur porte. Ils tentent de les convaincre d’accepter de devenir comme eux. Mais ils ont beau leur vanter la beauté d’un monde pacifié, Miles et Becky ont bien saisi qu’ils leur vendent surtout un monde lisse, où l’amour, l’art et les émotions sont inutiles, et les êtres sont identiques et dépourvus d’âmes. Ce n’est pas un problème semblent-ils vouloir dire, car « sans l'amour, le désir, l'ambition, la foi, la vie est tellement plus simple » et de toutes façons, « l’amour ne dure pas ». Miles et Becky se font enfermer dans le bureau avec des cosses, tandis que les « body snatchers » (littéralement « voleurs de corps ») attendent dans le couloir que la transformation s’effectue.

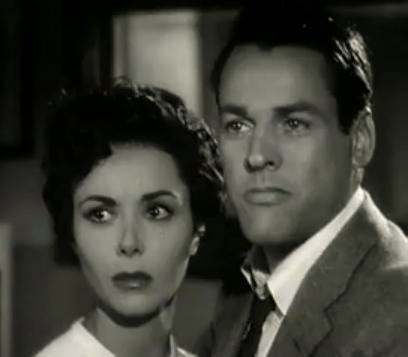
Dana Wynter et Kevin McCarthy.

Grâce à une feinte miraculeuse, ils réussissent à s’échapper et à semer leurs poursuivants. Arrivés dans la rue, ils prennent une expression la plus neutre possible pour ne pas se faire remarquer, mais Becky pousse un cri en voyant un chien qui manque de se faire écraser. Les « body snatchers » les remarquent donc immédiatement, puisque cette réaction est typiquement humaine. Une sirène retentit, des centaines de personnes se mettent à leurs trousses.
Après une longue course depuis la rue jusqu'à l’intérieur d’un tunnel dans une colline, Miles et Becky réussissent à se cacher. Malheureusement Becky s’endort alors qu’il est parti en éclaireur. De son côté, il va tomber sur une serre et des camions chargés de cosses à destination de San Francisco. À son retour dans le tunnel, elle l’embrasse sans passion et l’incite à dormir. Il s’écarte d’elle et s’enfuit, abasourdi. Son baiser n’avait plus rien d’humain. Il essaye d’arrêter des voitures sur l’autoroute mais il est couvert de boue et il a l’air hystérique, alors personne ne freine. Il réussit enfin à sauter à l’arrière d’un camion, et se retrouve assis parmi des centaines de cosses qui coloniseront une autre grande ville.
Une fois toute son histoire racontée, un médecin s’apprête à confirmer son diagnostic de psychose, mais la nouvelle d’un accident de voiture avec un camion transportant un drôle de chargement à l’entrée de la ville, donne du crédit à son histoire. Les autorités décident donc de prendre les mesures qui s’imposent pour endiguer l’invasion, au grand soulagement du héros, mais la peur se lit toujours sur son visage, car la victoire ne sera pas forcément au rendez-vous.

## Fiche technique
Sauf indication contraire, les informations mentionnées dans cette section peuvent être confirmées par la base de données cinématographiques IMDb,  présente dans la section « Liens externes ».

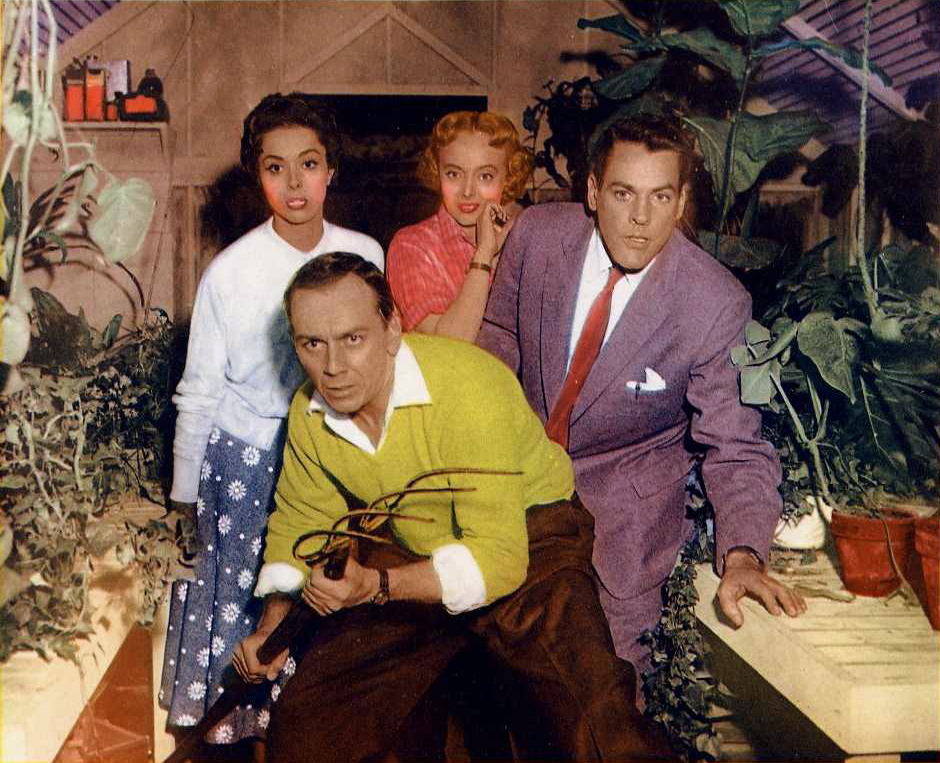
Image colorisée d'un lobby card du film.

- Titre original : Invasion of the Body Snatchers
- Titre français : L'Invasion des profanateurs de sépulture
- Réalisation : Don Siegel
- Scénario : Daniel Mainwaring et Richard Collins (non crédité), d'après le roman L'Invasion des profanateurs (1955) de Jack Finney
- Musique : Carmen Dragon
- Direction artistique : Edward Haworth
- Décors : Joseph Kish
- Photographie : Ellsworth Fredericks
- Montage : Robert S. Eisen
- Production : Walter Wanger et Walter Mirisch (non crédités)
- Sociétés de production : Allied Artists et Walter Wanger Productions
- Société de distribution : Allied Artists
- Budget : 382 200 dollars[réf. nécessaire]
- Pays de production :  États-Unis
- Langue originale : anglais
- Format : noir et blanc - 2.35:1 CinemaScope - 35 mm - son mono
- Genre : science-fiction
- Durée : 80 minutes
- Dates de sortie :
  - États-Unis : 5 février 1956
  - France : 8 novembre 1967

## Distribution
- Kevin McCarthy (VF : Nicolas Marié) : le docteur Miles Bennell
- Dana Wynter : Becky Driscoll
- Larry Gates : le docteur Dan « Danny » Kauffman
- King Donovan : Jack Belicec
- Carolyn Jones : Theodora « Teddy » Belicec
- Jean Willes : Sally Withers, l'assistante du Dr. Bennell
- Ralph Dumke : Nick Grivett, le chef de la police
- Virginia Christine : Vilma Lentz
- Tom Fadden : Ira Lentz, l'oncle
- Kenneth Patterson : Stanley Driscoll
- Whit Bissell : le docteur Hill (non crédité, scènes rajoutées)
- Sam Peckinpah : Charlie Buckholtz, l'employé du gaz
- Guy Way : l'agent Sam Janzek
- Eileen Stevens : Anne Grimaldi
- Beatrice Maude : la grand-mère Grimaldi
- Bobby Clark : Jimmy Grimaldi
- Jean Andren : Eleda Lentz, la tante
- Everett Glass : le docteur Ed Pursey
- Richard Deacon : le docteur Harvey Bassett (non crédité, scènes rajoutées)
- Dabbs Greer : Mac Lomax
- Marie Selland : Martha Lomax
- Pat O'Malley : le bagagiste

## Autour du film

### Le contresens du titre français
Le titre original du film (Invasion of the Body Snatchers) se traduit littéralement par « L'Invasion des voleurs de corps » au lieu de « L'Invasion des profanateurs de sépultures ».
La traduction ici de « body snatchers » en « profanateurs de sépulture », sans aucun rapport avec l'histoire, est peut-être due à une confusion faite par un traducteur n'ayant pas vu le film avec le film[Interprétation personnelle ?] Le Récupérateur de cadavres (1945), dont le titre original était The Body Snatcher.
Le titre français du remake de 1978, L'Invasion des profanateurs, élimine le contre-sens tout en continuant à faire écho au titre du film de Don Siegel.

### Modification de la fin
Le montage original du film le faisait se terminer sur Miles tentant d'arrêter les camions remplis de cosses qui partent coloniser d'autres villes, mais le studio voulait une fin plus optimiste et fit écrire et tourner par Siegel les séquences de début et de fin qui transforment le film en un flashback à la fin duquel les autorités finissent par réagir.

### Interprétation
Don Siegel a déclaré à propos de ce film : 

« Nous avions quelque chose à dire, car les envahisseurs, dans notre film, étaient des cosses, des follicules qui en poussant se mettaient à ressembler aux gens, mais qui restaient privés de sentiments, privés d'espoir. Ils mangeaient, ils buvaient, ils respiraient et ils vivaient, mais rien de plus, comme beaucoup de personnes finalement. Le film a presque été gâché par les responsables d'Allied Studios, qui rajoutèrent un prologue et une conclusion que je n'aime pas… Ce qu'ils n'ont pas compris, c'est que le film était sur eux : ils n'étaient pas autre chose que des légumes vivants ! »

## Autres films tirés du même roman
Le roman L'Invasion des profanateurs (The Body Snatchers) de Jack Finney a été adapté à trois autres reprises :
- 1978 : L'Invasion des profanateurs (Invasion of The Body Snatchers) réalisé par Philip Kaufman
- 1993 : Body Snatchers réalisé par Abel Ferrara
- 2007 : Invasion (The Invasion) réalisé par Oliver Hirschbiegel

(L'on peut aussi noter The Faculty réalisé par Robert Rodriguez en 1998 qui s'inspire librement du film et le cite à plusieurs reprises au cours du métrage)

## Influence
Ce film est considéré comme le premier d'un genre qui prendra son nom : le « body snatcher ». Le Dernier Pub avant la fin du monde de Edgar Wright, sorti en 2013, s'inspire ainsi de L'Invasion des profanateurs de sépultures.